# Euploea malayica
Euploea malayica är en fjärilsart som beskrevs av Butler 1878. Euploea malayica ingår i släktet Euploea och familjen praktfjärilar. Inga underarter finns listade i Catalogue of Life.